# Homoporus gladiatus
Homoporus gladiatus är en stekelart som beskrevs av Sureshan och T.C. Narendran 2000. Homoporus gladiatus ingår i släktet Homoporus och familjen puppglanssteklar. Inga underarter finns listade i Catalogue of Life.